# Gramzow
Gramzow är en kommun och ort i östra Tyskland, belägen i Landkreis Uckermark i förbundslandet Brandenburg, 13 km sydost om Prenzlau och omkring 100 km nordost om Berlin.
Gramzow är administrativ huvudort i kommunalförbundet Amt Gramzow, där även grannkommunerna Grünow, Oberuckersee, Randowtal, Uckerfelde och Zichow ingår.

## Historia
Gramzow omnämns första gången i skrift 1168, som villa Gramsowe, och är enligt historikern Lieselott Enders därmed den äldsta skriftligt omnämnda byn i regionen Uckermark. Ortens kloster, tillhörande Premonstratensorden, grundades 1177/1178. Gramzow fick under slutet av 1200-talet stadsrättigheter och omnämns som stad första gången 1288, med klostret som länsherre. Från 1542 var markgrevarna av Brandenburg länsherrar i staden, som förblev en mindre småstad i regionen. Efter 1586 omnämns Gramzow endast som köping. År 1714 brann klosterkyrkan ner.
Ortens järnvägsstation invigdes 1906 men är sedan 1995 helt nedlagd för persontrafik. Järnvägssträckningen mot Damme och Eickstedt trafikeras idag av Gramzows järnvägsmuseum.

## Sevärdheter
Ortens klosterruin tillhör områdets viktigaste byggnadsminnen. I orten ligger även Gramzows järnvägsmuseum, Brandenburgisches Museum für Klein- und Privatbahnen.

## Kommunikationer
Genom kommunen passerar motorvägarna A11 (Berlin - Pomellen), med avfarten Gramzow, och A20 (Bad Segeberg - Prenzlau), samt förbundsvägarna Bundesstrasse 166 (Uckerfelde - Schwedt) och Bundesstrasse 198 (Plau am See - Angermünde).

## Kända Gramzowbor
- Franz Theremin (1780-1846), teolog.